# 芝浦港南
芝浦港南（しばうらこうなん）は東京都港区を現在形成する5地区の1つで、旧芝区内にあたる。芝浦港南総合支所の管轄。

## 芝浦港南総合支所
- 〒105-8516
- 住所: 港区芝浦一丁目16-1
- 代表: 03-3456-4151
- 最寄駅: 田町駅

## 地域
全域が明治期から昭和期に作られた埋め立て地である。
- 海岸二・三丁目
- 港南一丁目 - 五丁目

- 芝浦一 - 四丁目
- 台場一・二丁目